# ピアノソナタ第27番 (ベートーヴェン)
ピアノソナタ第27番（ピアノソナタだいにじゅうななばん）ホ短調 作品90は、ルートヴィヒ・ヴァン・ベートーヴェンが1814年に作曲したピアノソナタ。

## 概要
ライプツィヒの戦いでナポレオン率いるフランス軍が敗退したことにより、ヨーロッパの勢力図は大きく塗り替えられようとしていた。この頃、ベートーヴェンは各地で有力者らに囲まれ、名士としてその名が広く知れ渡るようになる。一方で、創作活動においては長期的なスランプに陥っていた。戦争に起因する様々な不都合、進行する聴覚の衰え、経済的な苦難、結婚への望みが絶たれたことによる失意により、作曲の筆は遅々として進まなくなっていたのである。さらにオペラ『フィデリオ』初演の準備にも時間を割かねばならず、これらが相俟ってピアノソナタのジャンルでは『告別ソナタ』以来、4年の歳月が流れていた。浄書譜には1814年8月16日と書き入れられている。
作曲者はこの頃から、発想表記にドイツ語を使用するようになる。並行して楽譜中への強弱や表現に関する書き込みが増加しており、自らの目指す音楽をより正確に記述しようという意志が窺われる。本作には中期の作品群とは性質を異にする情感が込められ、小節線をまたぐ長いスラーを付して歌謡的旋律を中心に据えた構成はシューベルトにも影響を与えた。第22番に続く全2楽章のピアノソナタであるが、短いながらも高度な作曲技法が盛り込まれている。また、2楽章制ソナタを数多く遺した師のハイドンへの回帰と考えることもできる。
曲はウィーン会議のイギリス代表に『ウェリントンの勝利』への報酬支払いを働きかけてもらったことに対する返礼として、モーリッツ・リヒノフスキー伯爵に献呈された。この曲はリヒノフスキーの恋愛譚を音化したものだと伝えられている。アントン・シンドラーによれば、ベートーヴェンは第1楽章に「頭と心臓との闘い」、第2楽章に「恋人との対話」と書くべきものだと語ったという。
楽譜は1815年6月にシュタイナーから刊行された。

## 演奏時間
約13分。

## 楽曲構成

### 第1楽章
速く、そしていつも感情と表情をもって Mit Lebhaftigkeit und durchaus mit Empfindung und Ausdruck 3/4拍子 ホ短調
ソナタ形式。主和音の強い打撃に始まる（譜例1）。これに緩やかな譜例2の後半楽節が続いて第1主題を形成する。
譜例1
譜例2
譜例1のリズムに基づき大きな跳躍を含む旋律で推移すると、静かに同じリズムで上昇して高音から一気にスケールで下降する。激しい和音の連打に続いて、ロ短調の第2主題がアルベルティ・バスの上に情熱的に歌われる（譜例3）。この時伴奏音型に現れるバスの進行は第1主題から導かれている。
譜例3
譜例1に現れたト音から嬰ヘ音への動きを繰り返す結尾句で提示を終える。提示部の反復は省略され、速やかに展開部へと移る。まず、提示部に現れた連打音の上で譜例1が扱われる。続いて対旋律を伴って譜例2が出されるが、それが低声部へ移される一方で右手は高音部で装飾的な16分音符を奏でる。左手の動機は順次細分化され、切迫する。その間、絶え間なく鳴り響いていた装飾的音型の最後の1節が引き伸ばされ、そのまま譜例1の動機へと変容して再現部となる。再現部は定型どおりに進行し、コーダでは第1主題を扱って静かに閉じられる。

### 第2楽章
速すぎないように、そして十分に歌うように Nicht zu geschwind und sehr singbar vorgetragen 2/4拍子 ホ長調
ロンドソナタ形式。それぞれの部分はきわめて旋律的である。ロンド主題である譜例4の冒頭は譜例1に由来しており、巧みな動機操作により全曲の統一が図られている。この主題はフランツ・シューベルトのピアノソナタホ短調D.566の第2楽章に酷似しており、おそらくシューベルトはこの曲から影響を受けたものと思われる。
譜例4
ロ長調に出される第2の主題は譜例4と関わりのあるものである（譜例5）。
譜例5
ドルチェのエピソードを挟んで譜例4が再現された後、新たな主題を置く代わりに既出の主題の展開が行われる。まず譜例4、続いてドルチェの旋律が展開されて頂点を築く。落ち着いて譜例4が出された後、譜例5がホ長調で再現される。その後、再度姿を現した譜例4はテノールとソプラノの音域で交互に歌われる。そのまま譜例4によるコーダが続き、最後は愛らしいエピローグを経て静かに終わりとなる。